# Жорже Мендонса
Жорже Мендонса (порт. Jorge Mendonça, 6 червня 1954, Сілва-Жардін — 17 лютого 2006, Кампінас) — бразильський футболіст, що грав на позиції нападника.
Виступав, зокрема, за «Палмейрас» та «Васко да Гаму», а також національну збірну Бразилії.

## Клубна кар'єра

### Ранні роки
Народився 6 червня 1954 року в місті Сільва-Ярдім. Вихованець футбольної школи клубу «Бангу». Погравши трохи за молодіжний склад, Мендонса вже в 18-річному віці дебютував в основному складі команди, а вже в 1973 році став другим бомбардиром Ліги Каріоки разом з Даріо, забивши 15 м'ячів.
Завдяки цьому успіху, до Жорже виявив підвищений інтерес клуб «Наутіко Капібарібе» зі штату Пернамбуку, куди Мендонса і перейшов в кінці того ж 1973 року. У 1974 році Мендонса став найкращим бомбардиром штату Пернамбуку з 24 м'ячами (стільки ж забив Зе Карлос) і виграв з командою Лігу Пернамбукано. Наступного року «Наутіко» став другою командою ліги.

### «Палмейрас»
Ці успіхи пробудили інтерес до Мендонси з боку гранда бразильського футболу, клубу «Палмейрас». Купити Мендонсу змусила необхідність: легенда і символ клубу, нападник Адемір, закінчував свою блискучу кар'єру, а інший чудовий форвард, Лейвінья, ще в 1974 році поїхав грати в Європу. Жорже відіграв за команду із Сан-Паулу наступні чотири сезони своєї ігрової кар'єри. У складі «Палмейраса» був одним з головних бомбардирів команди, маючи середню результативність на рівні 0,54 гола за гру першості.
Дебютував Мендонса в зелено-білій майці 22 лютого 1976 року, вийшовши на заміну, а вже 6 березня провів першу офіційну гру проти клубу «Ферровіарія» в чемпіонаті штату. Спочатку Мендонса не користувався довірою керманича «Палмейраса» Діно Сані, чому сприяла зайва вага у футболіста, чого Сани, який довгі роки грав в Європі, не терпів. Але зі звільненням Сані і приходом на його місце Дуду, Жорже Мендонса отримав шанс спробувати себе в стартовому складі «Вердао», чим і зумів скористатись. «Палмейрас» в 1976 році став найкращим клубом Ліги Пауліста, а Мендонса був важливою частиною команди — саме він забив два м'ячі в останньому турі, коли «Палмейрас» переміг свого найбільш принципово суперника — «Корінтіанс» з рахунком 2:1.
Всього за три роки в «Палмейрасі» Мендонса провів у різних турнірах 217 матчів і забив 102 голи, а в останній рік увійшов до символічної збірної чемпіонату. Останній же матч Мендонси припав на програне 30 січня 1980 року дербі «Корінтіансу» — 0:1.

### Подальші виступи
З «Палмейраса» Мендонса пішов в команду «Васко да Гама», і там, провівши всього кілька місяців, за 16 матчів забив 8 м'ячів, тобто забиваючи в кожній другій грі, після чого виступав за «Гуарані» (Кампінас), де знову став регулярно забивати: в сезоні 1981 року Мендонса став найкращим бомбардиром Паулісти, забивши 38 м'ячів — до нього більше забивав лише в 1965 році Пеле, а більше за сезон забивали лише той же Пеле і Фейтісо.
Згодом з 1983 по 1989 рік грав у складі команд «Гуарані» (Кампінас), «Понте-Прета», «Крузейру», «Ріо-Бранку», «Колорадо» та «Понте-Прета», а завершив ігрову кар'єру у команді «Пауліста», за яку виступав протягом 1989—1991 років.

## Виступи за збірну
10 квітня 1978 року дебютував у складі національної збірної Бразилії, вийшовши на поле в товариській грі проти команди з Саудівської Аравії «Аль-Аглі». Через 18 днів він зіграв проти іспанського клубу «Атлетіко Мадрид». Однак ці матчі проти клубних команд не є офіційними і не входять до реєстру ФІФА.
У складі збірної був учасником чемпіонату світу 1978 року в Аргентині, на якому команда здобула бронзові нагороди, а Мендонса вийшов на заміну на 83-й хвилині матчу з Іспанією і грав в основі у матчі з Австрією (замінений на 84-й хвилині), Перу, Аргентиною (замінений на 64-й хвилині), Польщею (вийшов на заміну вже на 7-й хвилині гри через травми Зіко) і Італією, але голів не забивав.
Загалом протягом кар'єри у національній команді, яка тривала 1 рік, провів у її формі 11 матчів і забив 2 голи.

## Подальше життя
Після закінчення кар'єри гравця, Мендонса зайнявся бізнесом, торгуючи і здаючи в найм квартири. Мендонса розлучився зі своєю дружиною, але підтримував контакти з дітьми — Крістіаном, Фабіаном і Жорже Жуніором. Жив футболіст в будинку батьків своєї другої дружини Ольги.
16 лютого 2006 року Мендонсі стало погано, і він відправився в лікарню, де о 00:20 був відпущений додому. Наступного ранку, о 08:20 Мендонса помер від інсульту. Похований на кладовищі Асасіас у Кампінасі.

## Титули і досягнення

### Командні
- Переможець Ліги Пернамбукано (1):

«Наутіко Капібарібе»: 1974
- Переможець Ліги Пауліста (1):

«Палмейрас»: 1976
- Бронзовий призер чемпіонату світу: 1978

### Особисті
- Володар Срібного м'яча Бразилії: 1979
- Найкращий бомбардир Ліги Пернамбукано: 1974 (24 голи)
- Найкращий бомбардир Ліги Пауліста: 1981 (38 голів)
- Найкращий бомбардир бразильської Серії Б: 1981 (11 голів)